# La Méthode Williams
Pour plus de détails, voir Fiche technique et Distribution.
La Méthode Williams (King Richard) est un film américain réalisé par Reinaldo Marcus Green, sorti en 2021. Il s'agit d'un film biographique sur Richard Williams et sur la façon dont il a entrainé ses filles Venus et Serena à la pratique du tennis.

## Synopsis
Richard Williams vit à Compton en Californie avec sa femme Oracene, les trois filles de cette dernière nées d'un précédent mariage (Yetunde, Lyndrea et Isha) et leurs filles Venus et Serena. Dès leur plus jeune âge, Richard, sans aucune expérience dans le tennis, élabore un plan de 78 pages décrivant l'entraînement de ses futures championnes. Il est persuadé d'avoir tout planifié pour porter ses filles au sommet de ce sport. Il va même jusqu'à s'opposer à des entraîneurs professionnels aguerris. Il refuse notamment que Venus fasse des matchs en junior.

## Fiche technique
Sauf indication contraire, les informations mentionnées dans cette section peuvent être confirmées par les bases de données cinématographiques IMDb et Allociné,  présentes dans la section « Liens externes ».
- Titre original : King Richard
- Titre français : La Méthode Williams
- Titre québécois : King Richard : Au-delà du jeu
- Réalisation : Reinaldo Marcus Green
- Scénario : Zach Baylin
- Musique : Kris Bowers (en)
- Direction artistique : Christopher Brown et Wes Hottman
- Décors : William Arnold et Wynn Thomas
- Costumes : Sharen Davis
- Photographie : Robert Elswit
- Montage : Pamela Martin
- Production : Lynn Harris, James Lassiter, Will Smith, Tim White et Trevor White

Production déléguée : Allan Mandelbaum, Adam Merims, Jada Pinkett Smith et Caleeb Pinkett, Serena Williams et Venus Williams
- Sociétés de production : Spyglass Media Group, Overbrook Entertainment, Star Throwek Entertainment et Warner Bros.
- Sociétés de distribution : Warner Bros.
- Pays de production :  États-Unis
- Langue originale : anglais
- Format : couleur
- Genres : drame biographique, sport
- Langue originale : anglais
- Durée : 138 minutes
- Dates de sortie :
  - États-Unis : 19 novembre 2021 (au cinéma et sur HBO Max)
  - France : 1er décembre 2021

## Distribution
Sauf indication contraire, les informations mentionnées dans cette section peuvent être confirmées par les bases de données cinématographiques IMDb et Allociné,  présentes dans la section « Liens externes ».
- Will Smith (VF : Greg Germain ; VQ : Pierre Auger) : Richard Williams
- Aunjanue Ellis (VF : Géraldine Asselin ; VQ : Marie-Evelyne Lessard) : Oracene « Brandy » Price
- Jon Bernthal (VF : Jérôme Pauwels ; VQ : Frédérik Zacharek) : Rick Macci
- Saniyya Sidney (VF : Ludivine Maffren ; VQ : Célia Gouin-Arsenault) : Venus Williams
- Demi Singleton (VF : Jaynélia Coadou ; VQ : Cynthia Trudel) : Serena Williams
- Tony Goldwyn (VF : Philippe Valmont ; VQ : Frédéric Paquet) : Paul Cohen
- Mikayla Lashae Bartholomew (VF : Justine Berger ; VQ : Florence Blain Mbaye) : Tunde Price
- Daniele Lawson (VF : Marion Aranda ; VQ : Marguerite D'Amour) : Isha Price
- Layla Crawford (VQ : Geneviève Bédard) : Lyndrea Price
- Craig Tate : Bells
- Kevin Dunn (VF : Emmanuel Jacomy) : Vic Braden
- Christopher Wallinger : John McEnroe
- Chase Del Rey (VF : Sébastien Baulain) : Pete Sampras
- Andy Bean (VF : Damien Ferrette) : Laird Stabler
- Judith Chapman : Nancy Reagan
- Chet Grissom : Matthew Titone
- Dylan McDermott (VF : Joël Zaffarano) : George Macarthur
- Eman Esfandi (VF : Kévin Goffette) : Barry
- Jessica Wacnik : Jennifer Capriati
- Katrina Begin : Anne Worcester
- Kaitlyn Christian : Shaun Stafford
- Marcela Zacarias (VF : Isabelle Auvray) : Arantxa Sanchez Vicario
- Jimmy Walker Jr. (VF : Thierry Desroses) : l'ancien patron
- Jonathan Bray (VF : Yann Guillemot) : le journaliste d'ESPN
- Erin Cummings (VF : Laura Blanc) : l'assistante sociale
- Hannah Barefoot (VF : Claire Beaudoin) : la mère
- Susie Abromeit : Robin Finn (non créditée)

 Source et légende : version française (VF) sur RS Doublage, version québécoise (VQ) sur Doublage Québec.

## Production
Le projet est annoncé en mars 2019, avec Will Smith pour interpréter Richard Williams dans le film, écrit par le scénariste Zach Baylin. En même temps, Warner Bros. gagne la guerre des enchères pour obtenir le film. En juin, Reinaldo Marcus Green est choisi en tant que réalisateur.

### Choix des interprètes
En janvier 2020, Demi Singleton et Saniyya Sidney sont engagées à interpréter Serena et Venus, aux côtés de Aunjanue Ellis dans le rôle de leur mère Oracene Price et de Jon Bernthal dans le rôle de Rick Macci,. En février 2020, Liev Schreiber et Susie Abromeit rejoignent à leur tour la distribution,. En mars 2020, Dylan McDermott, Katrina Begin et Judith Chapman rejoignent également la distribution,.

### Tournage
Le tournage a lieu à Los Angeles, en janvier 2020. La production est interrompue six mois en raison de la crise de covid-19.

## Sortie et accueil

### Sortie
Le film sort 19 novembre 2021 dans les salles et sur HBO Max aux États-Unis. Il est auparavant prévu de le sortir le 25 novembre 2020, mais il est retardé en raison de la pandémie de Covid-19.

### Box-office
| Pays ou région    | Box-office      | Date d'arrêt du box-office | Nombre de semaines |
| ----------------- | --------------- | -------------------------- | ------------------ |
| États-Unis Canada | 15 125 174 $    | 31 mars 2022               | 19                 |
| France            | 268 865 entrées | 25 janvier 2022            | 8                  |
| Total mondial     | 38 125 174 $    | -                          | -                  |

## Distinctions
Le film sort lors de la saison des récompenses (en) aux États-Unis, la grande-première eu lieu au festival de Telluride. Le long-métrage avec un bon accueil critique est considéré comme l'un des favoris, surtout pour les récompenses de cinéma distinguant le meilleur acteur. Les commentateurs considèrent que Will Smith, qui sort ses mémoires en même temps, était jusqu'alors snobé par l'Academy,,. Sa victoire est cependant éclipsée par un geste violent lors de la cérémonie (en).

### Récompenses
- Golden Globes 2022 : Meilleur acteur dans un film dramatique pour Will Smith
- SAG Awards 2022 : Meilleur acteur pour Will Smith
- Oscars 2022 : Meilleur acteur pour Will Smith

### Nominations
- Golden Globes 2022 :
  - Meilleur film dramatique
  - Meilleure actrice dans un second rôle pour Aunjanue Ellis
  - Meilleure chanson originale pour Be Alive (Dixson, Beyoncé)
- Oscars 2022 : 
  - Meilleur film
  - Meilleure actrice dans un second rôle pour Aunjanue Ellis
  - Meilleur scénario original
  - Meilleur montage
  - Meilleure chanson originale pour Be Alive (Dixson, Beyoncé)